# Panaeolopsis
Panaeolopsis is een geslacht van schimmels uit de familie van de Agaricaceae. De typesoort is Panaeolopsis sanmartiniana.

## Soorten
Volgens Index Fungorum telt het geslacht vier soorten:
| Soortnaam                  | Auteur(s)            | Publicatiejaar |
| -------------------------- | -------------------- | -------------- |
| Panaeolopsis brasiliensis  | Singer               | 1976           |
| Panaeolopsis nirimbii      | Watling & A.M. Young | 1983           |
| Panaeolopsis obtusa        | Contu                | 1998           |
| Panaeolopsis sanmartiniana | Singer               | 1969           |